# Sonic Advance 2
Sonic Advance 2 (яп. ソニックアドバンス 2 Соникку Адобансу Цу:) — видеоигра серии Sonic the Hedgehog в жанре платформер, изданная компаниями Sega и THQ в 2002 году для портативной приставки Game Boy Advance. Позднее игра была переиздана в сервисе Virtual Console для консоли Wii U.
Игра является продолжением первого Sonic Advance. Игровой процесс сиквела не подвергся кардинальным изменениям: от игрока всё также требуется пройти несколько уровней, по пути уничтожая бадников и собирая золотые кольца. По сюжету доктор Эггман похищает животных и друзей ежа Соника. Главный герой отправляется в приключение, чтобы спасти своих друзей, и остановить злодея, который хочет захватить весь мир.
Разработка сиквела началась в феврале 2002 года силами студий Dimps и Sonic Team. В ходе разработки платформер претерпел изменения в плане дизайна уровней и некоторых игровых элементов. После выхода Sonic Advance 2 получила положительные отзывы от прессы и была коммерчески успешна. Из достоинств игры обозреватели называли игровой процесс, графику и анимацию персонажей, но критиковали высокий уровень сложности. В июне 2004 года состоялся выход продолжения Sonic Advance 3.

## Игровой процесс

Соник на уровне «Leaf Forest». Игровой процесс Sonic Advance 2 не потерпел существенных изменений по сравнению с предыдущими играми серии

Sonic Advance 2 является жанровым платформером, выполненным в двухмерной графике. По сюжету доктор Эггман собирает всех животных из леса и использует их для постройки своих роботов. Злодей также похитил крольчиху Крим, лиса Тейлза и ехидну Наклза. Синий ёж отправляется в приключение, чтобы спасти своих друзей и остановить учёного.
Игровой процесс сиквела идентичен своему предшественнику: игроку предстоит пройти восемь или девять уровней (в зависимости от сценариев), называемых зонами («Leaf Forest», «Hot Crater», «Music Plant», «Ice Paradise», «Sky Canyon», «Techno Base», «Egg Utopia», «XX» и «True Area 53»), каждая из которых разделена на три акта и заполнена различными врагами-роботами — бадниками (англ. Badnik). Персонаж игрока может атаковать врагов путём сворачивания в клубок в прыжке, либо с помощью приёма spin dash (кроме Эми, у неё отсутствует данная способность), разгоняясь на месте и атакуя скоростным ударом в перекате. Во время прохождения уровня игрок собирает золотые кольца, служащие защитой от врагов, а при сборе 100 штук дающие дополнительную жизнь. Если персонажу будет нанесён урон, то он потеряет все кольца, а без них при повторном столкновении с врагом он может погибнуть.
В этом случае прохождение игры начинается либо заново, либо с контрольной точки. Если все жизни будут потеряны, игра будет окончена. Выпавшие после получения урона кольца можно собрать, но только в течение ограниченного времени и не более 20 штук. Кроме того, на зонах также разбросаны многочисленные бонусы, хранящиеся в специальных капсулах — например, дополнительная жизнь или временная неуязвимость. Прохождение каждого акта ограничено десятью минутами; в зависимости от затраченного на прохождение времени в конце акта игроку присуждаются бонусные очки. Для завершения прохождения на первых двух актах необходимо коснуться таблички с изображением Роботника; в третьем акте проходит битва с боссом — самим Эггманом, или Наклзом на «Sky Canyon». Кроме основной игры, в Sonic Advance 2 присутствуют три дополнительных режима. Первый представляет собой многопользовательскую игру, которую можно пройти вчетвером; в этом режиме доступны следующие миссии: сбор колец («Collect the Rings») и гонка («Race»). Для мультиплеера необходимо подсоединить портативные приставки с помощью специального кабеля. «Time Attack» предлагает игроку пройти любой уровень за минимальное время, а «Sound Test» — послушать музыку из игры.
Sonic Advance 2 можно пройти пятью разными персонажами — за Соника, Тейлза, Наклза, Крим и Эми — предварительно выбрав определённого персонажа в меню. Первоначально игроку доступен только Соник, остальные герои становятся доступными после встречи с ними на уровнях, а Эми — после прохождения всех сюжетных линий за других персонажей. Каждый протагонист обладает своими характеристиками. Соник способен совершать в прыжке резкое вращение (spin attack), увеличивая радиус атаки для поражения врага и при этом не касаясь его, и напасть на ближайшего противника в прыжке с самонаведением (homing attack). Основной способностью Тейлза является возможность летать — благодаря тому, что он имеет два хвоста и вращает ими, как пропеллерами. Наклз может парить в воздухе и, благодаря своим кастетообразным перчаткам, атаковать врага в воздухе; также ехидна умеет карабкаться по стенам и разбивать препятствия. Крим, как и Тейлз, умеет летать, используя свои большие уши как крылья, и может бросить своего друга чао Чиза в атаку на своих противников. Ежиха Эми Роуз использует для атаки противников и отскока свой гигантский молот «Piko-Piko Hammer». Несмотря на различные особенности, все персонажи во второй части обладают общей новой способностью — ускорением (boost). Приём активизируется автоматически в тот момент, когда герой бежит с максимальной скоростью долгое время без остановки. Благодаря новой способности персонаж может пробежать по поверхности воды или уничтожить врага мощной атакой.

### Особый уровень

Ехидна Наклз на «Special Stage». Впереди робот «Зиро», которого нужно остерегаться, чтобы не потерять собранные кольца

Как и в предшественнике, в сиквеле присутствуют специальные этапы («Special Stage») — особые уровни, предназначенные для сбора Изумрудов Хаоса. Существует семь таких уровней, и чтобы попасть на каждый из них, игроку необходимо собрать семь специальных колец, разбросанных на каждом акте. Собрав все особые кольца и пройдя акт, персонаж попадает в «Special Stage». Этапы представляют собой скроллеры в трёхмерной графике, где игроку необходимо собрать за две минуты 300 колец. На локации присутствуют разнообразные предметы, которые могут облегчить прохождение уровня (например, пружины или ускорение). «Special Stage» охраняет гигантский робот «Зиро» из Sonic Adventure, который преследует персонажа и старается напасть на главного героя. Однако противника можно обезвредить с помощью приёма spin attack.
В случае удачного прохождения персонаж получает Изумруд Хаоса и дополнительные очки за собранные кольца. Если игрок собрал все семь камней, то открывается чао-сад и уровень «True Area 53», причём в последнем ёж Соник в своей супер-форме сражается с Эггманом в космосе. Пребывание персонажа в этой форме ограничено числом имеющихся у него колец, которое ежесекундно уменьшается. После победы над злодеем синий ёж освобождает из плена маму Крим — крольчиху Ваниллу. Если Сонику не удалось собрать все семь Изумрудов, то после прохождения зоны «XX» он падает с космоса на «Leaf Forest», где его встречают маленькие животные. Для остальных персонажей сбор Изумрудов ни на что не влияет и вся их сюжетная линия заканчивается на уровне «XX».

### Чао-сад
Кроме основной игры, в Sonic Advance 2 присутствует чао-сад («Tiny Chao Garden»), где живут маленькие виртуальные питомцы чао. Уровень становится доступным игроку только после сбора семи Изумрудов Хаоса на «Special Stage». В сиквеле Чао-сад практически ничем не отличается от того, что был в Sonic Advance: действие происходит в небольшом саду, в котором растут деревья и находится водоём. Зверька можно кормить или развлекать с помощью игрушек, приобретённых в специальном магазине. Как и некоторые животные, чао начинают жизненный цикл с яйца. Их можно хранить в саду, если у игрока нет ни одного питомца. С помощью специального кабеля «GCN-GBA», игрок может переместить своего чао из Sonic Adventure DX: Director’s Cut и Sonic Adventure 2 Battle на консоли GameCube в Sonic Advance 2 на Game Boy Advance.
В «Tiny Chao Garden» присутствуют две мини-игры: карты и сбор колец. В первой игре надо отыскать в колоде две подходящие по рисунку карты, а во второй — помочь Крим и Чизу собрать золотые кольца.

## Разработка и выход игры
Sonic Advance 2 была разработана студиями Sonic Team и Dimps для портативной консоли Game Boy Advance (GBA). Первые идеи относительно сиквела Sonic Advance появились у сотрудников компаний в конце 2001 года, а полноценная разработка началась в феврале следующего года. Всего в создании игры принимало участие около десяти человек. Процессом разработки руководил дизайнер и сценарист Акинори Нисияма, а продюсировали проект тогдашний глава Sonic Team Юдзи Нака и основатель Dimps Хироси Мацумото. За дизайн уровней отвечали Казуко Ито и Макото Ёнэзу. Ведущим программистами стали Ёсихиса Хасимото, Такааки Сайто и Такахиро Хамано, в роли художников выступили Юдзи Уэкава и Сатико Кавамура.
Видеоигра работает на переработанном движке Sonic Advance. Команда разработчиков решила внести некоторые изменения в игровой процесс: была введена новая способность boost, расширено количество приёмов у персонажей, увеличено число актов (с двух до трёх), и переделаны битвы с боссами. По словам Юдзи Наки, все вышеперечисленные изменения были нужны для того, чтобы игроки почувствовали большу́ю скорость и сместили своё прохождение уровней в сторону стратегии. По сравнению с первой частью, число персонажей в продолжении увеличилось с четырёх до пяти. В этой игре впервые появляется крольчиха Крим, хотя её дебют был первоначально запланирован в Sonic Heroes. Однако в Sonic Team решили представить героиню в Sonic Advance 2 для того, чтобы игроки побольше узнали её характер. Музыкальное сопровождение было создано композиторами Ютакой Минобэ, Тацуюки Маэдой и Тэрухикой Накагавой. Несмотря на то, что альбом с композициями Sonic Advance 2 выпущен не был, трек под названием «Leaf Forest», являющийся сопровождением для одноимённого уровня, был включён в альбом-сборник History Of Sonic Music 20th Anniversary Edition, изданный 7 декабря 2011 года.
Игра была анонсирована 1 июля 2002 года. В течение ограниченного времени, на выставках Tokyo Game Show (TGS) и World Hobby Fair, игроки могли пройти демоверсию. В ней был доступен уровень «Leaf Forest». Как и в случае с Sonic Advance, на TGS представители Sonic Team снова заявили об возможностях переносить данные из Sonic Advance 2 в Sonic Adventure 2 Battle и Sonic Adventure DX: Director’s Cut с помощью специального кабеля «GCN-GBA». Платформер для GBA вышел в Японии в середине декабря 2002 года. В остальном мире выпуск состоялся в марте 2003 года при поддержке компании THQ. С этого же года издательством Prima Games распространялись книги, где содержалось руководство и дополнительная информация по игре. В отличие от своего предшественника, сиквел не был портирован на многочисленные платформы и не входил ни в один сборник, за исключением переиздания в сервисе Virtual Console для консоли Wii U в феврале 2016 года.

## Оценки и мнения
| Сводный рейтинг       | Сводный рейтинг |
| Агрегатор             | Оценка          |
| --------------------- | --------------- |
| GameRankings          | 85,65 %         |
| Metacritic            | 83/100          |
| MobyRank              | 82/100          |
| Иноязычные издания    |                 |
| Издание               | Оценка          |
| 1UP.com               | 8,5/10          |
| AllGame               | [ 12 ]          |
| EGM                   | 8,5/10          |
| Eurogamer             | 9/10            |
| G4                    | 5/5             |
| Game Informer         | 7,5/10          |
| GamePro               | 3,5/5           |
| GameSpot              | 8,2/10          |
| GameSpy               | [ 6 ]           |
| GameZone              | 8/10            |
| IGN                   | 9/10            |
| Nintendo Power        | 4,1/5           |
| Nintendo World Report | 7/10            |
| Русскоязычные издания |                 |
| Издание               | Оценка          |
| «Страна игр»          | 8,5/10          |

Как и первая часть, продолжение получило множество положительных отзывов. По данным сайтов GameRankings и Metacritic, средние оценки платформера составляют соответственно 85,65 % и 83 балла. Некоторые критики в своих рецензиях называли Sonic Advance 2 одной из лучших игр в серии Sonic the Hedgehog и для приставки GBA в целом. Всего было продано более одного миллиона экземпляров, что сделало её одной из самых продаваемых игр для консоли.
Высоких оценок со стороны критиков заслужил игровой процесс. Крейг Харрис из сайта IGN похвалил разработчиков за сохранение высокой скорости и многочисленные развилки на «сбалансированных» уровнях. Более подробно о геймплее написал рецензент журнала «Страна игр» Валерий Корнеев: «Игра держит поразительно высокий темп, но навигация целиком и полностью остаётся в руках игрока — каждый этап можно пройти как минимум двумя путями». Критик из 1UP.com в своей рецензии утверждал, что хотя игра и «вносит лепту» в развитие серии (например, появились новые способности и характеристики персонажей), тем не менее Sonic Advance 2 проходится также, как и первые части франшизы на Mega Drive/Genesis. Нечто похожее писал Том Бромвелл (Eurogamer), который сравнил платформер с Соником с «миллионными» переизданиями игр с участием Марио. «Sonic Advance 2 даёт поклонникам 2D-платформеров что-то новое. Это не просто ещё одно прокля́тое переиздание», — отмечал он. Однако пресса пришла к единому мнению, что сиквел проходится гораздо сложнее, чем первая часть. Критики были недовольны трудными сборами специальных колец на уровнях и битвами с боссами. По мнению журналиста GameSpot Фрэнка Прово, Sega решила таким образом пойти на риск, сделав платформер больши́м и сложным. Однако в конце своего обзора он подытожил, что Sonic Advance 2 всё равно окупится, поскольку все улучшения и изменения словно «объединились» с одной целью: создать оригинальную игру после выхода Sonic the Hedgehog 2.
Положительных отзывов удостоилась графика. Рецензенты в своих обзорах отмечали об использовании игры всего потенциала портативной приставки. Критик сайта AllGame Скотт Алан Марриот положительно отзывался о красочных фонах уровней и хорошую анимацию персонажей, но в своём обзоре он также писал о проблемах, которые присутствовали ещё в первых частях франшизы на консоли Mega Drive/Genesis: у всех зон схожий дизайн, враги — «показушны» и не являются достойными противниками. Прово был впечатлён детализацией игрового мира и спецэффектами; по его словам, благодаря этим характеристикам и демонстрируется потенциал приставки. Журналист GameSpy Кристиан Натт писал о визуальной составляющей игры следующее: «…Хорошо продуманная 2D-игра выглядит безумно красивой». Нечто похожее писал в своей рецензии Корнеев. Кроме дизайна, критики похвалили дизайнеров за создание чао-сада, а композиторов — за хороший саундтрек. Как высказался критик из 1UP.com, вся музыка идеально подходит для каждого уровня. Однако некоторые обозреватели отметили, что мелодии из игры не идут ни в какое сравнение с композициями самых первых игр серии.
Появление Крим в качестве игрового персонажа было неоднозначно встречено прессой. Так Натт и Корнеев посчитали героиню «странной» и «банальной», и поместили её в минусы игры. Представитель сайта GameZone порадовало умение персонажа летать, смешно хлопая ушами. Харрис описал Крим как «агрессивную», потому что только она может кинуть на врагов своего друга — чао Чиза, но, тем не менее, эта способность очень действенна во время битв с боссами. Схожее мнение было у Бена Космины (Nintendo World Report) и Бромвелла; они подметили, что введение крольчихи делает игру слишком лёгкой и поможет облегчить прохождение трудной Sonic Advance 2.

### Влияние
В Sonic Advance 2 состоялся дебют нового персонажа серии — крольчихи Крим. Впоследствии она, вместе со своей матерью Ваниллой, появилась в других играх про Соника, аниме Sonic X и комиксах от издательства Archie Comics. Впервые Крим появились в № 217 журнала Sonic the Hedgehog; представленная история значительно отличалась от сюжета Sonic Advance 2: героиня вместе со своей мамой и ежихой Эми Роуз спасают питомцев чао от племянника Эггмана — Колина «Снивли» Роботника.
В июне 2004 года состоялся выход продолжения игры под названием Sonic Advance 3. По сюжету доктор Эггман расколол планету, где живёт Соник, на несколько частей. Синий ёж и лис Тейлз отправляются на поиски своих друзей. Игровой процесс третьей частей значительно отличается от предыдущих игр серии на GBA: для прохождения уровней используются два персонажа, один из которых управляется игроком, а другой — компьютером или, в мультиплеере, вторым игроком. После выхода Sonic Advance 2 способность boost с незначительными изменениями вернулась в Sonic Rush, где на уровнях необходимо использовать ускорение для атаки врагов и увеличения скорости. Позднее этот концепт стал основной и для консольной части серии, начиная с Sonic Unleashed.